# Juniperus navicularis
Juniperus navicularis — вид голонасінних рослин родини кипарисових (Cupressaceae).

## Біоморфологічна характеристика
Це вічнозелений дводомний кущ до 2 метрів заввишки, розгалужені біля основи, зі стрімкою кроною з кілька повислих гілок. Кора коричнева, відшаровується тонкими пластинками. Листки голчасті, 4–12 × 1–1.5 мм, тупі. Насіннєва шишка, дозріває на 2-й рік, від кулястих до грушоподібних, жовто-червоні чи мідно-червоні 7–10 мм у діаметрі, зазвичай з 3 насінинами.

## Поширення
Поширення: Португалія, Іспанія.